# Bètoumey
Bètoumey è un arrondissement del Benin situato nella città di Djakotomey (dipartimento di Kouffo) con 19.753 abitanti (dato 2006).